# Miliospirella
Miliospirella es un género de foraminífero bentónico de la subfamilia Aulotortinae, de la familia Involutinidae, del suborden Involutinina y del orden Involutinida. Su especie tipo es Miliospirella lithuanica. Su rango cronoestratigráfico abarca desde el Bajociense (Jurásico medio) hasta el Kimmeridgiense (Jurásico superior).

## Clasificación
Miliospirella incluye a las siguientes especies:
- Miliospirella cretacea †
- Miliospirella delicata †
- Miliospirella halinae †
- Miliospirella kimeridensis †
- Miliospirella lithuanica †
- Miliospirella sardoa †
- Miliospirella strictituba †